# 三角グラフ

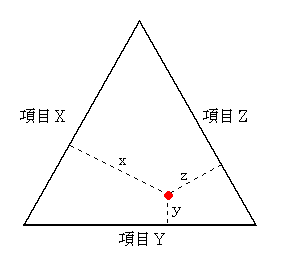
図1

三角グラフ（さんかくグラフ）は、正三角形の各辺をグラフ化する3項目とし、それらの項目の比率を正三角形内部の点から各辺への垂線の長さで表現したグラフである。
このグラフは正三角形内部の任意の点から各辺への垂線の和が一定値になることを利用しており、この一定値が三項目の比率の和である100%に相当する。
図1の赤丸をデータとする。各項目（各辺）X, Y, Zに対応する比率をデータから各項目への垂線をx, y, zとした場合、x + y + zはどのようなデータであっても一定値である。
なお、正三角形の各頂点をグラフ化する3項目とする方法もある。その場合、各頂点は当該項目100%、頂点と向かいあった辺は当該項目0%にそれぞれ相当する。

## 例

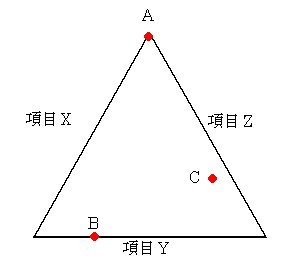
図2

図2の各赤丸A, B, Cをデータとする。データAは項目Yが100%で他は0%であることがわかる。データBは項目Yが0%で一番比率が小さく、次に項目Xの比率が小さく、項目Zの比率が一番大きいことがわかる。データCは比率に小さいものから順に項目Z, Y, Xとなっていることがわかる。

## 利用例
三角グラフは、3つの構成要素を持つデータのそれぞれの比率を表すのに用いられる。例えば、第一次産業・第二次産業・第三次産業の就業者割合などが挙げられる。

金－銀－銅三元合金の色相図。金、銀、銅のそれぞれの割合による色相を示す。